# Vapaus käteen jää
Vapaus käteen jää (in finlandese "La libertà è nelle tue mani") è il secondo singolo tratto dal quarto album di studio della band rock finlandese Haloo Helsinki!, pubblicato il 1º febbraio 2013 dalla Ratas Music Group.
Il singolo, che ha anticipato l'uscita dell'album Maailma on tehty meitä varten, avvenuta l'8 febbraio 2012, è entrato nelle classifiche finlandesi, raggiungendo la seconda posizione come singolo più venduto e la prima posizione come singolo più scaricato.
Il brano è anche la colonna sonora del film 8-pallo di Aku Louhimies.

## Video
Il video musicale è stato pubblicato sull'account di VEVO il 1º febbraio 2013 e mostra la band che suona mentre nevica. Il video è stato girato dallo stesso Louhimies.

## Tracce
1. Vapaus käteen jää – 4:02

## Classifica
| Classifica           | Massima posizione |
| -------------------- | ----------------- |
| Finlandia            | 2                 |
| Finlandia (digitale) | 1                 |
| Finlandia (radio)    | 17                |